# منتخب تركيا لكرة اليد
منتخب تركيا الوطني لكرة اليد (بالتركية: Türkiye erkek millî hentbol takımı)‏ هو ممثل تركيا الرسمي في المنافسات الدولية في كرة اليد .